# احمد بذری
احمد بذری (زادهٔ ۳۰ خرداد ۱۳۷۶) کشتی‌گیر آزادکار، ورزشکار تیم ملی ایران است.
احمد بذری در مسابقات کشتی آزاد آسیایی بزرگسالان ۲۰۲۰ در دهلی نو در وزن ۸۶ کیلوگرم کشتی آزاد مدال نقره را کسب کرد.
وی همچنین در مسابقات همبستگی کشورهای اسلامی۲۰۲۲ در ترکیه مدال طلا را کسب نمود.

## فعالیت حرفه‌ای ورزشی

### قهرمانی آسیا ۲۰۲۰
در وزن ۸۶ کیلوگرم احمد بذری پس از استراحت در دور اول در دور دوم با نتیجه ۵ بر ۴ عظمت دولت بیکوف دارنده مدال نقره آسیا از قزاقستان را مغلوب کرد. وی در دور بعد و در مرحله نیمه نهایی با نتیجه ۱۶ بر ۵ عیسی شاپیف از ازبکستان را از پیش رو برداشت و راهی دیدار فینال شد. بذری در دیدار نهایی با نتیجه ۱۰ بر ۱۰ مغلوب شوتارو یامادا از ژاپن شد و به مدال نقره رسید.

### بازی‌های همبستگی اسلامی ۲۰۲۱
در وزن ۹۲ کیلوگرم احمد بذری در دور نخست با نتیجه ۱۳ بر ۲ عبدیمناف بایگنژایف از قزاقستان را مغلوب کرد و راهی مرحله نیمه نهایی شد، وی در دور دوم و مرحله نیمه نهایی با نتیجه ۶ بر ۶ از سد عثمان نورماگمدوف دارنده مدال برنز جهان و مدال طلای زیر ۲۳ سال جهان از جمهوری آذربایجان گذشت و به دیدار فینال راه یافت. آزادکار گلوگاهی تیم ملی در دیدار پایانی ارهان یایلاچی از ترکیه را با نتیجه ۷ بر یک شکست داد و چهارمین طلای ایران را به نام خود ثبت کرد.